# Équemo
Em mitologia grega, Équemo (em grego clássico: Ἔχεμος, Ekhemos) foi um rei de Arcádia, sucedendo Licurgo, filho de Aleu. Équemo era filho de Aéropo, filho de Cefeu, filho de Aleu e casou com Timandra, filha de Leda e Tíndaro de Esparta.
Timandra deu-lhe um filho, Ládoco, antes de deixar Équemo por Fíleo, o rei de Duliquium.
Depois da morte de Euristeu, Hilo liderou os Heráclidas para atacar Micenas. Équemo ofereceu-se como campeão das forças defensoras Arcadianas e matou Hilo em combate individual, portanto forçando os Heráclidas a retroceder. Essa estória é mencionada pelos tegeatas como um exemplo da bravura de seu povo no livro 9 de Histórias por Heródoto.
Ele foi sucedido por Agapenor, filho de Anceu, filho de Licurgo.
Pausânias, no século II d.C., viu, em Tégea, o túmulo de Équemo e uma representação da luta entre Équemo e Hilo.